# Курлін
Ку́рлін (рос. Курлин) — селище у складі Первомайського району Оренбурзької області, Росія.

## Населення
Населення — 365 осіб (2010; 470 у 2002).
Національний склад (станом на 2002 рік):
- казахи — 54 %
- росіяни — 38 %